# 延周欽
延 周欽（ヨン・ジュフム、朝鮮語: 연주흠、1933年6月13日 - 2004年6月4日）は、大韓民国の実業家、政治家。第7代韓国国会議員。
本貫は谷山延氏、号は慧巌（ヘアム、혜암/慧巖）。仏教徒。

## 経歴
京城府（現・ソウル特別市）出身。徽文中学校、徽文高等学校、延世大学校法科大学卒。新民党の結党に参加した後、1967年の第7代総選挙で30代で全国区から当選した。ほかは延興企業株式会社社長、江南新聞（週刊）発行人、民衆党常務委員、新韓党党務委員、大韓体育会傘下のアマチュアボクシング連盟会長、永登浦総合体育館理事長を務めた。

## エピソード
3選改憲のとき、成楽絃、曺興万と共に支持声明を出したことにより、新民党から追い出された。